# Pierre-aux-Fées (Saint-Micaud)

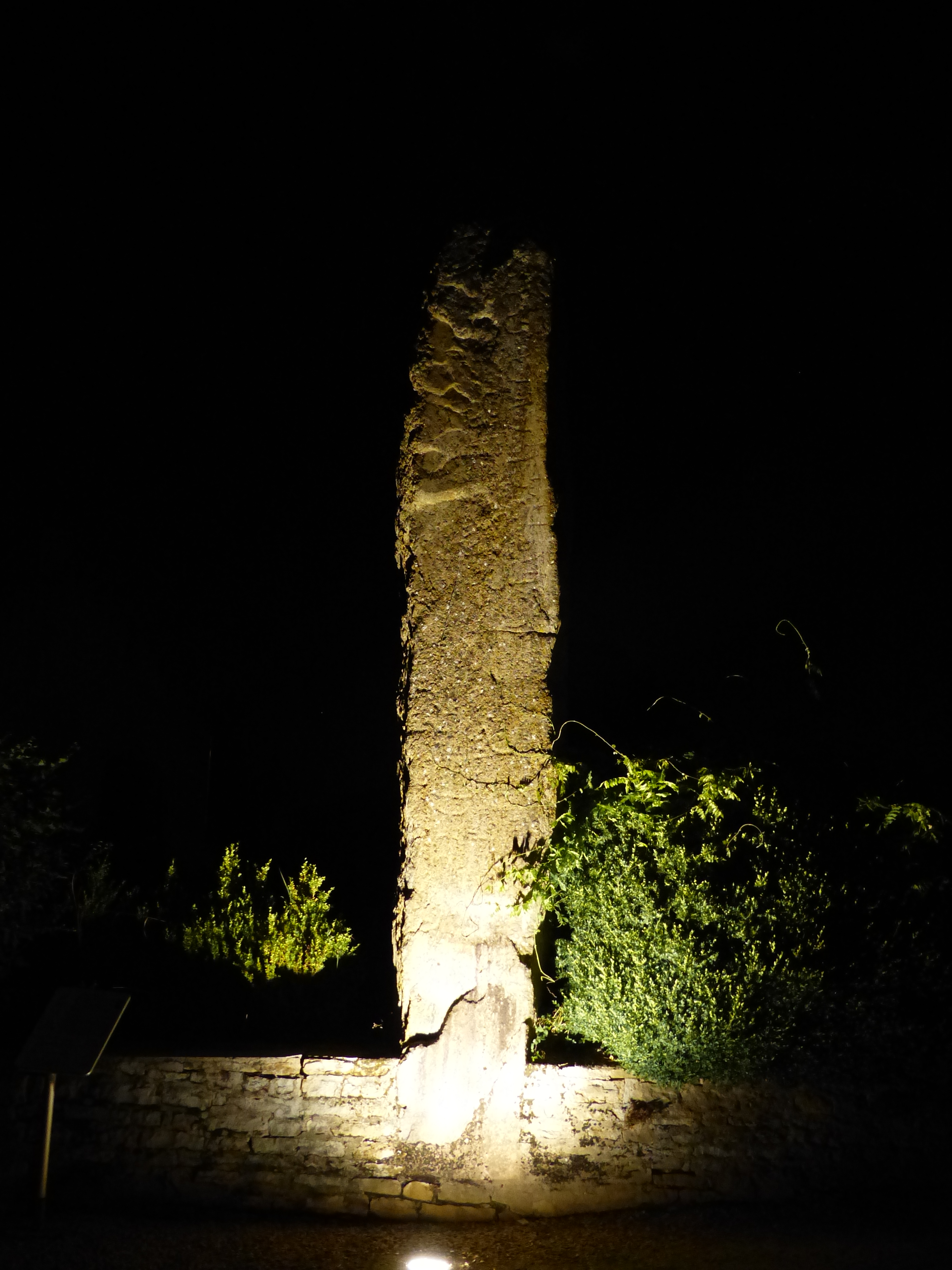
Pierre-aux-Fées

Der Menhir Pierre-aux-Fées steht in Saint-Micaud bei Le Creusot im Département Saône-et-Loire in Frankreich. Der 1923 zum Monument historique erklärte Menhir ist etwa 6,35 m hoch und damit der größte stehende Menhir im Département Saône-et-Loire. Er wiegt etwa 15 Tonnen.
Der Menhir ist mit mehreren schlangenförmigen Linien, Schilden und einem Kreuz verziert, die im atlantischen Megalithraum üblich sind, aber auch aus Südfrankreich hat er ein spezifisches anthropomorphes Zeichen.
Im Januar 1871 brach er zusammen und wurde drei Jahre später vergraben. 1911 wurde er auf Initiative von Victor Berthier, seit 1894 Korrespondent der Megalithischen Denkmalkommission für das Département Saône-et-Loire, geborgen und etwa 37 m westlich des ursprünglichen Standorts am Straßenrand aufgestellt.